# Fayard
Uitgeverij Fayard, volledige naam Librairie Arthème Fayard, ook Éditions Fayard, is een in 1857 opgerichte Franse uitgeverij. De in Parijs gevestigde onderneming is sinds 1962 onderdeel van Hachette Livre, dat op zijn beurt onderdeel is van Groupe Lagardère, maar opereert nog steeds onder eigen naam en directie.

## Geschiedenis
Het bedrijf werd in 1857 opgericht door Jean-François Lemerle (1836-1895), beter bekend als "Arthème Fayard". In 1860 bundelde hij zijn krachten met collega-uitgever Arnaud de Vresse om de memoires van Garibaldi te kunnen publiceren. Doel van Arthème Fayard was het bereiken van een zo breed mogelijk publiek door werken zo goedkoop mogelijk te verkopen. Hij ging tweemaal failliet, in 1862 en in 1867, maar wist de Frans-Duitse Oorlog en de Commune van Parijs (1871) te overleven.
Fayard gokte op populaire boeken, populaire en klassieke romans, verkocht in de vorm van boekjes voor 10 centimes, soms geïllustreerd, waarmee hij vanaf 1887 een zeker marktaandeel veroverde. In 1893 kocht hij van de boekhandelaar-uitgever Guillaume Edinger de collectie "Petite Bibliothèque Universelle", met populaire romans geschreven door onder meer Jules Boulabert of Alexis Bouvier. Er verschenen humoristisch geïllustreerde tijdschriften als Le Bon Vivant (1899-1911), La vie pour rire en Le petit Illustré amusant (1898-1911), alsmede tijdschriften voor jongeren: La Jeunesse Illustrée (vanaf 1903) en Les Belles Images (vanaf 1904). Aan het begin van de 20e eeuw volgden goedkope paperbackseries, waarvan de Fantômas-serie het meeste succes kende. Tijdens het interbellum werd onder andere een historische reeks toegevoegd, onder redactie van Pierre Gaxotte. De uitgeverij was destijds politiek rechts georiënteerd.
Enkele populaire vooroorlogse uitgaven van Fayard

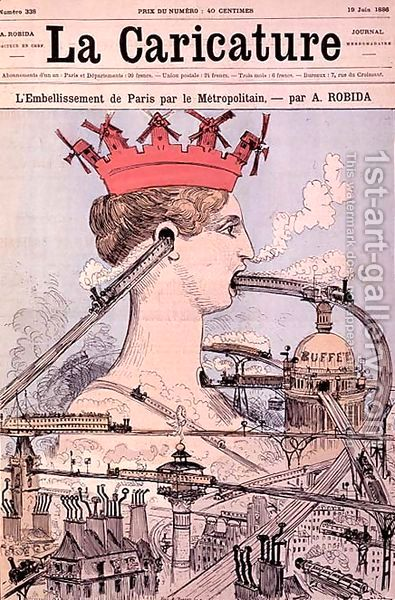
La Caricature (1886)
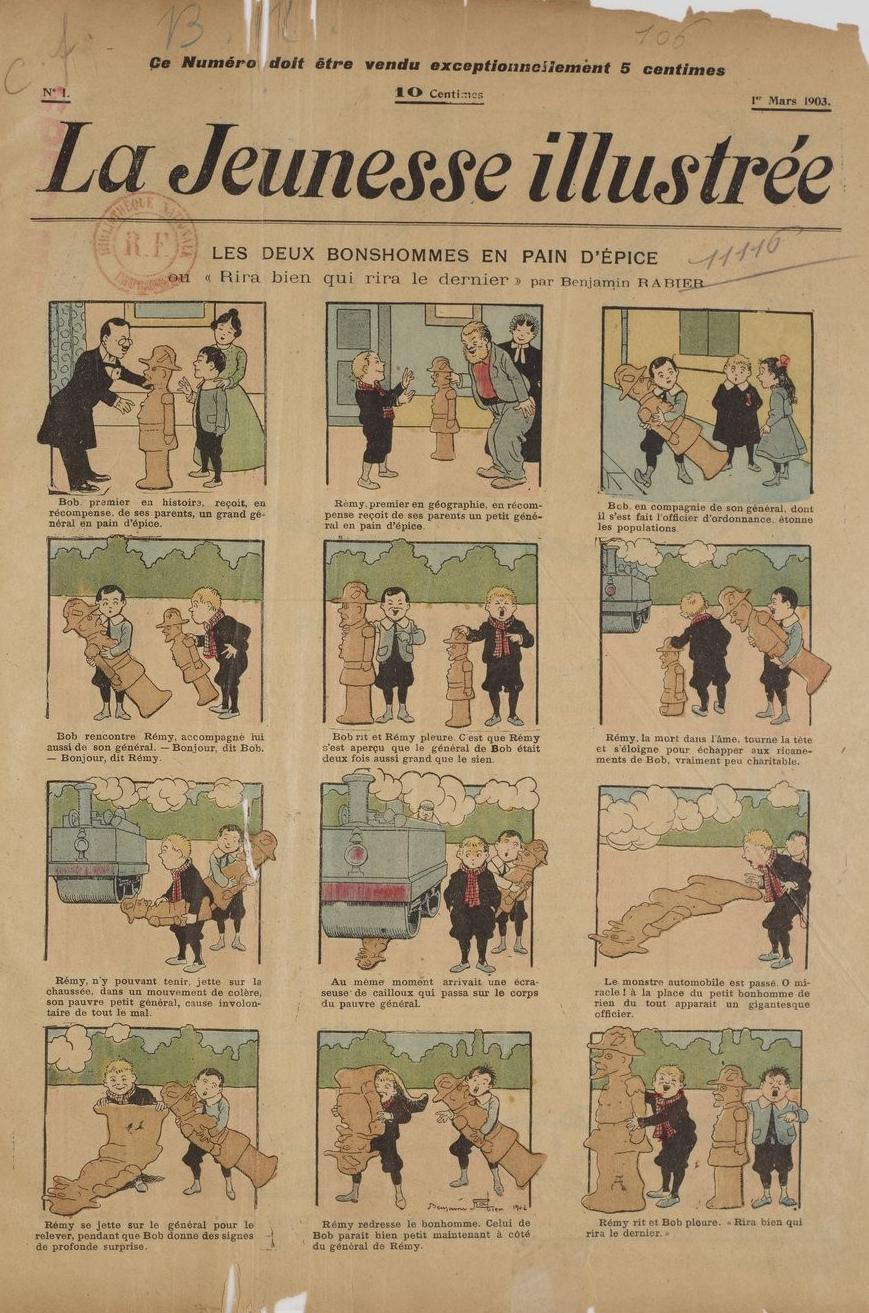
La Jeunesse illustrée (1903)
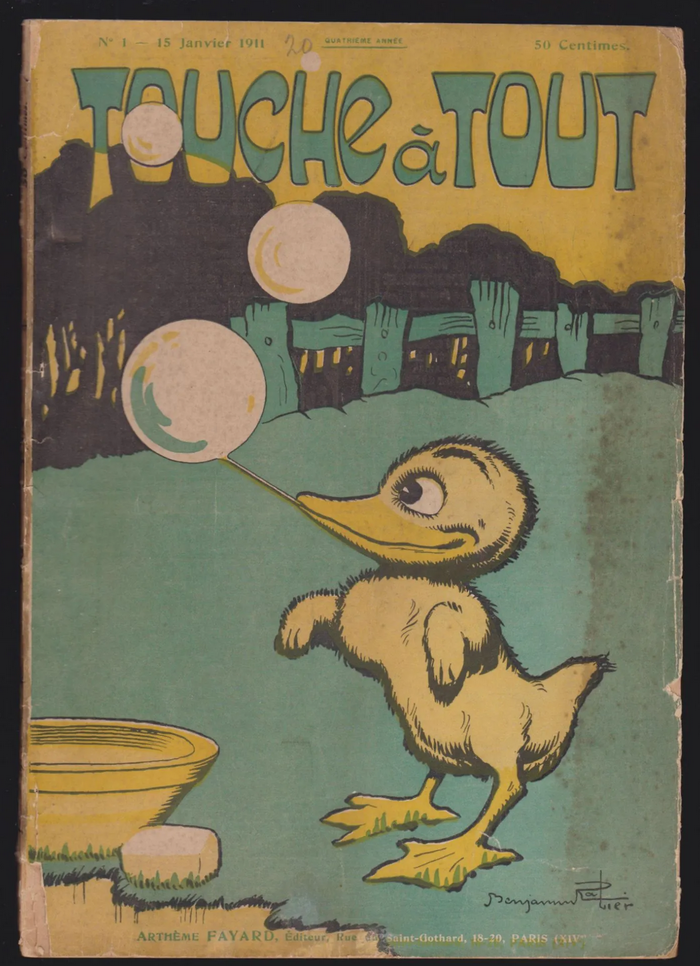
Touche à Tout (1911)
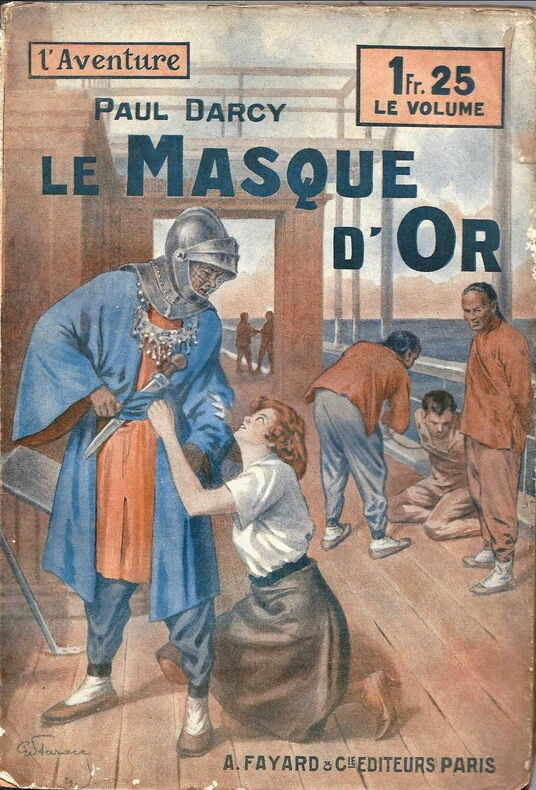
Collection L'Aventure (1929)
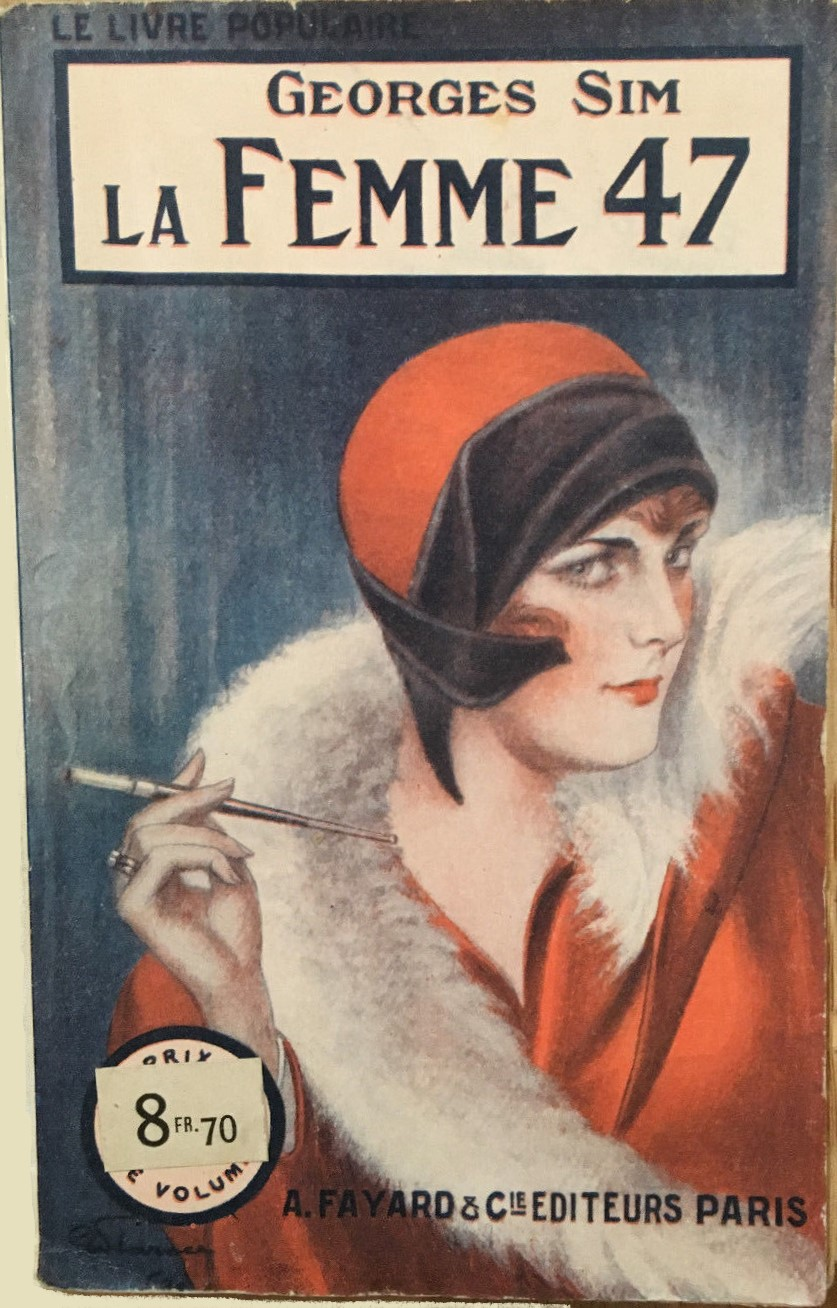
Le Livre populaire (1930)

Vanaf 1956 kreeg Hachette grote invloed in het bedrijf, waarna in 1962 de overname volgde. Sinds 1999 is Éditions Pauvert onderdeel van Fayard. In 2009 werd Hachette Littérature (uitgever van de Pluriel pocketcollectie) overgeheveld naar Fayard.
Van 1980 tot 2009 was Claude Durand directeur, die het bedrijf dat toen slecht draaide nieuwe impulsen gaf. Hij werd opgevolgd door Olivier Nora, voorheen directeur van Éditions Grasset & Fasquelle, een andere divisie van de Hachette-groep. Van 2014 tot 2022 was Sophie de Closets directeur. Sindsdien heeft Isabelle Saporta de leiding over het bedrijf.
De uitgeverij bezit drie drukkerijen: Pauvert (overgenomen in 1999), Mazarine en Éditions Mille et Une Nuits. Tot de bekendere werken uitgegeven door Fayard behoren: de Dictionnaire de la France médiévale door de historicus Jean Favier, Sorbonne Confidential door de Amerikaanse schrijfster Laurel Zuckerman, Tropic Moon door de Belgische schrijver Georges Simenon en Les Égarés (1983) door Prix Goncourt-winnaar Frederick Tristan.

### Boekenreeksen
- La Bibliothèque universelle de poche (1894)
- Modern-Bibliothèque (1904)
- Le Livre populaire (1905)
- Le Livre de demain (1923-1947)
- Leçons inaugurales du Collège de France (1950)
- Voici la France (1958)
- Recherches avancées (redacteur van de reeks: Raymond Abellio) (1974)
- Les Enfants du fleuve (redacteur van de reeks: Jean-Claude Didelot) (1990)
- Pour une histoire du XXe siècle (1991)
- Histoire de la pensée (1999)
- Fayard noir (2004-2009)
- À venir (redacteur van de reeks: Geoffroy de Lagasnerie) (2009)

## Trivia
- In 2005 leek Fayard een "grote vis" binnengehaald te hebben met Frankrijks best verkopende auteur, Michel Houellebecq. Zijn vierde roman, La Possibilité d'une île, verscheen tot verrassing van velen bij Fayard en niet bij Houellebecqs vaste uitgever Flammarion. Bij de overstap werd naar verluidt bedongen dat de nieuwe uitgever de verfilming van zijn roman zou financieren.[1] Of dat inderdaad is gebeurd bij de gelijknamige film uit 2008, is niet bekend. In elk geval was de schrijver bij zijn volgende roman weer terug bij Flammarion.

- Bibliothèque nationale de France: cb14007518v (data)
- Gemeinsame Normdatei: 1086197089
- International Standard Name Identifier: 0000 0004 4665 5010
- Library of Congress Control Number: n2003109983
- Nationale Bibliotheek van Tsjechië: xx0321825
- Système universitaire de documentation: 151356408
- Virtual International Authority File: 312738991